# Puchar Sześciu Narodów 2017
Puchar Sześciu Narodów 2017 (2017 Six Nations Championship, a także od nazwy sponsora turnieju, Royal Bank of Scotland – 2017 RBS 6 Nations) – osiemnasta edycja Pucharu Sześciu Narodów, corocznego turnieju w rugby union rozgrywanego pomiędzy sześcioma najlepszymi zespołami narodowymi półkuli północnej. Turniej odbył się pomiędzy 4 lutego a 18 marca 2017 roku.
Wliczając turnieje w poprzedniej formie, od czasów Home Nations Championship i Pucharu Pięciu Narodów, była to 123. edycja tych zawodów. W turnieju brały udział reprezentacje narodowe Anglii, Francji, Irlandii, Szkocji, Walii i Włoch. Podobnie jak cztery lata wcześniej zespół walijski prowadzony był przez Roba Howleya w zastępstwie przygotowującego się do tournée British and Irish Lions Warrena Gatlanda, a tym turniejem kadencję selekcjonera szkockiej kadry zakończył Vern Cotter.
Rozkład gier opublikowano na początku lutego 2015 roku, po raz kolejny planując rozegranie jednego spotkania w piątek. Sędziowie spotkań zostali wyznaczeni 9 grudnia 2016 roku.
Po raz pierwszy w historii wprowadzono testowo bonusowy system punktacji. Zwycięzca meczu zyskiwał cztery punkty, za remis przysługiwały dwa punkty, porażka nie była punktowana, a zdobycie przynajmniej czterech przyłożeń lub przegrana nie więcej niż siedmioma punktami premiowana była natomiast punktem bonusowym. Dodatkowo zdobywca Wielkiego Szlema otrzymałby trzy dodatkowe punkty, by uniknąć sytuacji, że nie wygrałby całych zawodów pomimo pokonania wszystkich rywali.
Tytuł już po czterech kolejkach zapewnili sobie Anglicy, w ostatnim meczu ulegli jednak Irlandczykom i nie zdobyli tym samym drugiego z rzędu Wielkiego Szlema. Najwięcej punktów w turnieju zdobył Camille Lopez, ośmiu zawodników zdobyło zaś po trzy przyłożenia. Z grona dwunastu zawodników wytypowanych przez organizatorów za najlepszego został drugi rok z rzędu uznany reprezentant Szkocji, Stuart Hogg.
Podczas zawodów pięćdziesiąte występy w narodowej reprezentacji zaliczyli Stuart Hogg, Owen Farrell, Justin Tipuric, Guilhem Guirado, Joe Marler, Ken Owens i Tom Wood.
Była to ostatnia edycja sponsorowana przez Royal Bank of Scotland.

## Uczestnicy
W turnieju uczestniczyły:
| Zespół   | Stadion            | Miasto   | Trener       | Kapitan                    |
| -------- | ------------------ | -------- | ------------ | -------------------------- |
| Anglia   | Twickenham         | Londyn   | Eddie Jones  | Dylan Hartley              |
| Francja  | Stade de France    | Paryż    | Guy Novès    | Guilhem Guirado            |
| Irlandia | Aviva Stadium      | Dublin   | Joe Schmidt  | Rory Best Jamie Heaslip    |
| Szkocja  | Murrayfield        | Edynburg | Vern Cotter  | Greig Laidlaw John Barclay |
| Walia    | Millennium Stadium | Cardiff  | Rob Howley   | Alun Wyn Jones             |
| Włochy   | Stadio Olimpico    | Rzym     | Conor O’Shea | Sergio Parisse             |

## Mecze

### Tydzień 1
| 4 lutego 201714:25 | Szkocja                                       | 27:22(21:8) | Irlandia                                         | Murrayfield Stadium, Edynburg Widzów: 67 144 Sędzia: Romain Poite |
| 4 lutego 201714:25 | Hogg 10 (2P) Laidlaw 12 (3pd 2K) Dunbar 5 (P) | 27:22(21:8) | Earls 5 (P) Jackson 12 (P 2pd K) Henderson 5 (P) | Murrayfield Stadium, Edynburg Widzów: 67 144 Sędzia: Romain Poite |

| 4 lutego 201716:50 | Anglia                                   | 19:16(9:9) | Francja                        | Twickenham Stadium, Londyn Widzów: 81 902 Sędzia: Angus Gardner |
| 4 lutego 201716:50 | Farrell 11 (pd 3K) Daly 3 (K) Teʻo 5 (P) | 19:16(9:9) | Lopez 11 (pd 3K) Slimani 5 (P) | Twickenham Stadium, Londyn Widzów: 81 902 Sędzia: Angus Gardner |
| 4 lutego 201716:50 | May                                      | 19:16(9:9) |                                | Twickenham Stadium, Londyn Widzów: 81 902 Sędzia: Angus Gardner |

| 5 lutego 201715:00 | Włochy                  | 7:33(7:3) | Walia                                                         | Stadio Olimpico, Rzym Widzów: 40 986 Sędzia: JP Doyle |
| 5 lutego 201715:00 | Gori 5 (P) Canna 2 (pd) | 7:33(7:3) | Halfpenny 18 (3pd 4K) Davies 5 (P) Williams 5 (P) North 5 (P) | Stadio Olimpico, Rzym Widzów: 40 986 Sędzia: JP Doyle |
| 5 lutego 201715:00 | Lovotti                 | 7:33(7:3) |                                                               | Stadio Olimpico, Rzym Widzów: 40 986 Sędzia: JP Doyle |

### Tydzień 2
| 11 lutego 201715:25 | Włochy                                 | 10:63(10:28) | Irlandia                                                                     | Stadio Olimpico, Rzym Widzów: 50 197 Sędzia: Glen Jackson |
| 11 lutego 201715:25 | Canna 5 (pd K) karne przyłożenie 5 (P) | 10:63(10:28) | Earls 10 (2P) Jackson 18 (9pd) Stander 15 (3P) Gilroy 15 (3P) Ringrose 5 (P) | Stadio Olimpico, Rzym Widzów: 50 197 Sędzia: Glen Jackson |
| 11 lutego 201715:25 | Ryan                                   | 10:63(10:28) |                                                                              | Stadio Olimpico, Rzym Widzów: 50 197 Sędzia: Glen Jackson |

| 11 lutego 201716:50 | Walia                               | 16:21(13:8) | Anglia                                     | Millennium Stadium, Cardiff Widzów: 74 500 Sędzia: Jérôme Garcès |
| 11 lutego 201716:50 | Halfpenny 11 (pd 3K) Williams 5 (P) | 16:21(13:8) | Farrell 11 (pd 3K) Youngs 5 (P) Daly 5 (P) | Millennium Stadium, Cardiff Widzów: 74 500 Sędzia: Jérôme Garcès |

| 12 lutego 201716:00 | Francja                       | 22:16(13:11) | Szkocja                                 | Stade de France, Saint-Denis Widzów: 75 283 Sędzia: Jaco Peyper |
| 12 lutego 201716:00 | Lopez 17 (pd 5K) Fickou 5 (P) | 22:16(13:11) | Hogg 5 (P) Russell 6 (2K) Swinson 5 (P) | Stade de France, Saint-Denis Widzów: 75 283 Sędzia: Jaco Peyper |

### Tydzień 3
| 25 lutego 201714:25 | Szkocja                                        | 29:13(9:13) | Walia                              | Murrayfield Stadium, Edynburg Widzów: 67 144 Sędzia: John Lacey |
| 25 lutego 201714:25 | Russell 19 (2pd 5K) Seymour 5 (P) Visser 5 (P) | 29:13(9:13) | Halfpenny 8 (pd 2K) Williams 5 (P) | Murrayfield Stadium, Edynburg Widzów: 67 144 Sędzia: John Lacey |

| 25 lutego 201716:50 | Irlandia                                        | 19:9(7:6) | Francja      | Aviva Stadium, Dublin Widzów: 51 700 Sędzia: Nigel Owens |
| 25 lutego 201716:50 | Murray 5 (P) Sexton 11 (pd dg 2K) Jackson 3 (K) | 19:9(7:6) | Lopez 9 (3K) | Aviva Stadium, Dublin Widzów: 51 700 Sędzia: Nigel Owens |

| 26 lutego 201715:00 | Anglia                                                                     | 36:15(5:10) | Włochy                                          | Twickenham Stadium, Londyn Widzów: 81 904 Sędzia: Romain Poite |
| 26 lutego 201715:00 | Cole 5 (P) Care 5 (P) Daly 5 (P) Farrell 6 (3pd) Nowell 10 (2P) Teʻo 5 (P) | 36:15(5:10) | Allan 5 (pd dg) Venditti 5 (P) Campagnaro 5 (P) | Twickenham Stadium, Londyn Widzów: 81 904 Sędzia: Romain Poite |

### Tydzień 4
| 10 marca 201720:05 | Walia                                           | 22:9(8:6) | Irlandia                    | Millennium Stadium, Cardiff Sędzia: Wayne Barnes |
| 10 marca 201720:05 | Halfpenny 7 (2pd K) North 10 (2P) Roberts 5 (P) | 22:9(8:6) | Sexton 6 (2K) Jackson 3 (K) | Millennium Stadium, Cardiff Sędzia: Wayne Barnes |
| 10 marca 201720:05 | Sexton                                          | 22:9(8:6) |                             | Millennium Stadium, Cardiff Sędzia: Wayne Barnes |

| 11 marca 201714:30 | Włochy                                       | 18:40(11:16) | Francja                                                                   | Stadio Olimpico, Rzym Sędzia: Ben O’Keeffe |
| 11 marca 201714:30 | Esposito 5 (P) Canna 8 (pd 2K) Parisse 5 (P) | 18:40(11:16) | Dulin 5 (P) Fickou 5 (P) Vakatawa 5 (P) Lopez 20 (4pd 4K) Picamoles 5 (P) | Stadio Olimpico, Rzym Sędzia: Ben O’Keeffe |

| 11 marca 201716:00 | Anglia                                                                      | 61:21(30:7) | Szkocja                                  | Twickenham Stadium, Londyn Sędzia: Mathieu Raynal |
| 11 marca 201716:00 | Joseph 15 (3P) Farrell 26 (7pd 4K) Vunipola 5 (P) Care 10 (2P) Watson 5 (P) | 61:21(30:7) | Jones 10 (2P) Russell 6 (3pd) Reid 5 (P) | Twickenham Stadium, Londyn Sędzia: Mathieu Raynal |
| 11 marca 201716:00 | Brown                                                                       | 61:21(30:7) |                                          | Twickenham Stadium, Londyn Sędzia: Mathieu Raynal |

### Tydzień 5
| 18 marca 201712:30 | Szkocja                                                              | 29:0(15:0) | Włochy | Murrayfield Stadium, Edynburg Widzów: 67 144 Sędzia: Pascal Gaüzère |
| 18 marca 201712:30 | Russell 11 (P 3pd) Visser 5 (P) Seymour 5 (P) Hogg 3 (K) Scott 5 (P) | 29:0(15:0) |        | Murrayfield Stadium, Edynburg Widzów: 67 144 Sędzia: Pascal Gaüzère |
| 18 marca 201712:30 | Barclay                                                              | 29:0(15:0) |        | Murrayfield Stadium, Edynburg Widzów: 67 144 Sędzia: Pascal Gaüzère |

| 18 marca 201715:45 | Francja                                      | 20:18(10:9) | Walia             | Stade de France, Saint-Denis Widzów: 78 688 Sędzia: Wayne Barnes |
| 18 marca 201715:45 | Lamerat 5 (P) Lopez 10 (2pd 2K) Chouly 5 (P) | 20:18(10:9) | Halfpenny 18 (6K) | Stade de France, Saint-Denis Widzów: 78 688 Sędzia: Wayne Barnes |
| 18 marca 201715:45 | Vakatawa                                     | 20:18(10:9) | Lee               | Stade de France, Saint-Denis Widzów: 78 688 Sędzia: Wayne Barnes |

| 18 marca 201717:00 | Irlandia                         | 13:9(10:3) | Anglia         | Aviva Stadium, Dublin Widzów: 51 700 Sędzia: Jérôme Garcès |
| 18 marca 201717:00 | Sexton 8 (pd 2K) Henderson 5 (P) | 13:9(10:3) | Farrell 9 (3K) | Aviva Stadium, Dublin Widzów: 51 700 Sędzia: Jérôme Garcès |